# Powermetal
Powermetal is een metalgenre dat vooral in Europa een grote aanhang kent. 
Bands die als pioniers van het genre worden gezien zijn onder andere Helloween, Accept en Blind Guardian (Duitsland), Stratovarius en HammerFall (Scandinavië) en Rhapsody of Fire (Italië).
In Nederland worden namen als Elegy en After Forever gezien als eerste vertegenwoordigers van het powermetalgenre. Al heeft After Forever grote progressieve invloeden waardoor het vaker wordt ingedeeld bij symphonische metal.

## Ontstaan
Stargazer (1976) van de band Rainbow wordt soms als het eerste powermetalnummer aangewezen.
Powermetal ontwikkelde zich midden jaren tachtig onder aanvoering van Helloween, Ronnie James Dio en Manowar  Powermetal ontleent veel aan de heavy metal en de new wave of British heavy metal, maar onderscheidt zich door snelheid en melodie. Daardoor wordt het soms ook wel melodieuze speedmetal genoemd.
In 1996 en 1997 ontstaan het Italiaanse Rhapsody (nu Rhapsody of Fire), het Duitse Edguy en het Zweedse HammerFall die meteen zeer gewild zijn. Ook wonnen Blind Guardian en Stratovarius rond die tijd meer en meer aan publiek. Maar ook een van de weinige Amerikaanse powermetalbands Iced Earth boekte alsmaar meer succes waardoor er meer en meer groepen ontstonden en de scene zichtbaar groeide in de tweede helft van de jaren negentig.

## Kenmerken
In tegenstelling tot vele andere metalgenres richt powermetal zich minder op persoonlijke ervaringen en maatschappelijke kritiek en meer op onderwerpen als kosmologie, metafysica, sciencefiction, mythologie en fantasy. Tolkien en de bijbehorende sfeer zijn dan ook geen onbekenden voor de powermetal. Tegenwoordig staan heroïek en fantasy centraal en worden er veel conceptalbums geproduceerd. Hoewel de meeste metalsoorten vrij donker, duister of agressief klinken, is powermetal een relatief vrolijke metalvariant (hierdoor wordt het ook weleens schertsend happy metal genoemd).
De doorsneeopstelling van een powermetalband is:
- drum (vaak met dubbele bassdrum)
- basgitaar
- één of (meestal) twee elektrische gitaren
- keyboard
- (over het algemeen hoge, zuivere) zang

De zang bij powermetal is over het algemeen melodisch (in tegenstelling tot de deathmetalgrunts) en wordt meestal uitgevoerd door een geoefende zanger; het zingen behelst namelijk meer dan een paar hoge noten. Meerdere lagen van zang komen voor, vergelijkbaar met de band Queen alsook het symfonische Yes en progmetalinvloeden zoals die van Dream Theater.